# Rolf Yrlid
Rolf John Yrlid, född 8 mars 1937, död 29 april 2023 i Allhelgona distrikt i Lund, var en svensk litteraturvetare och författare.

## Biografi
Yrlid, som var docent och universitetslektor vid Lunds universitet, skrev flera böcker med en dokumentär skönlitterär inriktning. Yrlid debuterade 1972 med Atombombstribunalen och utgav därefter bland annat Tidsbilder (1973), Vägen till Gandesa (1982), Sökandet efter Kohlhase (1988), Tiden i Arles (2001), Till Madrid (2006) och Don Quijotes vapendragare (2019).
Förutom sin doktorsavhandling om receptionen av Pär Lagerkvist skrev han annan sakprosa, bland annat på temat spanska inbördeskriget och om Barbro Alvings journalistik. Yrlid är gravsatt på Onsala kyrkogård.